# Chappel
Chappel is een civil parish in het bestuurlijke gebied Colchester, in het Engelse graafschap Essex.

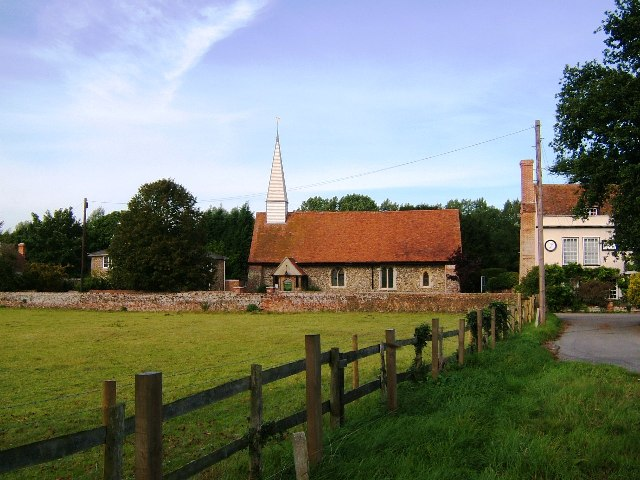
St Barnabas